# Playa Santiago
Der Ort Playa Santiago (auch Playa de Santiago) liegt in der Gemeinde Alajeró auf La Gomera. Das ursprüngliche kleine Fischerdorf erlebte seinen ersten Aufschwung ab Anfang des 20. Jahrhunderts durch einen umfangreichen Anbau von landwirtschaftlichen Produkten wie Bananen und Tomaten, die auch zu einem Ausbau der lokalen Industrie und Infrastruktur mit Konservenfabriken und Häfen führte. Mit den Niedergang der Landwirtschaft erfolgte in den 1990er Jahren eine Umorientierung auf den Tourismus. In Playa Santiago gibt es einen Kiesstrand aus Lavagestein, da La Gomera vulkanischen Ursprungs ist. Am anderen Ende des Hafens existiert eine Ladenzeile. Der eigentliche Ortskern liegt zwischen den Bergen. Vom Ort aus führt ein Wanderweg über den Bergrücken oberhalb des Hafens.
Angrenzend an das auf dem Bergrücken gelegene Hotel Jardin Tecina, welches durch einen in den Fels gebauten, nur von Hotelgästen mit Karten-Zimmerschlüssel benutzbaren Fahrstuhl mit dem Tal verbunden ist, liegt am Ende dieses Ortskerns das zum Hotel gehörende Meerwasser-Schwimmbad mit Poolbar und angrenzendem Restaurant, welches zu den angegebenen Öffnungszeiten auch von nicht zum Hotel gehörenden Gästen genutzt werden kann.
Die Felswand bietet zahlreichen auf der Insel vorkommenden Seevögeln eine gute Nist- und Brutmöglichkeit, allen voran die Gelbschnabelsturmtaucher, deren Rufe wie das Geschrei von Babys klingen, sowie Seeschwalben und Weißkopf-Seeadler. Vereinzelt werden vor der Küste Delfine gesichtet.